# 1971-es amatőr ökölvívó-Európa-bajnokság
A 19. amatőr ökölvívó-Európa-bajnokságot a spanyolországi Madridban rendezték, 1971. június 11. és 19. között. A magyar versenyzők három arany- és egy-egy ezüst- és bronzérmet szereztek. Ezzel Magyarország holtversenyben az éremtáblázat élén végzett.

## Magyar szereplés
- Gedó György (papírsúly): első
- Junghaus Gusztáv (légsúly): negyeddöntő
- Badari Tibor (harmatsúly): első
- Botos András (pehelysúly): második
- Orbán László (könnyűsúly): harmadik
- Kajdi János (váltósúly): első
- Tóth Imre (félnehézsúly): nyolcaddöntő
- Juhász Lajos (nehézsúly): negyeddöntő

## Érmesek
| 1971-es amatőr ökölvívó-Európa-bajnokság érmesei |                                          |                                    |                                                           |
| Versenyszám                                      | Arany                                    | Ezüst                              | Bronz                                                     |
| Papírsúly (-48 kg)                               | Gedó György · Magyarország               | Aurel Mihai · Románia              | Roman Rożek · LengyelországJosé Escudero · Spanyolország  |
| Légsúly (-51 kg)                                 | Juan Francisco Rodríguez · Spanyolország | Leszek Błażyński · Lengyelország   | Neil McLaughlin · ÍrországConstantin Gruiescu · Románia   |
| Harmatsúly (-54 kg)                              | Badari Tibor · Magyarország              | Alekszandr Melnyikov · Szovjetunió | Aurel Dumitrescu · RomániaMichael Dowling · Írország      |
| Pehelysúly (-57 kg)                              | Ryszard Tomczyk · Lengyelország          | Botos András · Magyarország        | Gabriel Pometcu · RomániaBrendan McCarthy · Írország      |
| Könnyűsúly (-60 kg)                              | Jan Szczepański · Lengyelország          | Antoniu Vasile · Románia           | Orbán László · MagyarországNyikolaj Hromov · Szovjetunió  |
| Kisváltósúly (-63,5 kg)                          | Ulrich Beyer · NDK                       | Calistrat Cuţov · Románia          | Michael Kingwell · AngliaErik Sivebæk · Dánia             |
| Váltósúly (-67 kg)                               | Kajdi János · Magyarország               | Manfred Wolke · NDK                | Celal Sandal · TörökországDamiano Lassandro · Olaszország |
| Nagyváltósúly (-71 kg)                           | Valerij Tregubov · Szovjetunió           | Svetomir Belić · Jugoszlávia       | Wiesław Rudkowski · LengyelországIon Győrfi · Románia     |
| Középsúly (-75 kg)                               | Juozas Juocevičius · Szovjetunió         | Alec Năstac · Románia              | Hans-Joachim Brauske · NDKReima Virtanen · Finnország     |
| Félnehézsúly (-81 kg)                            | Mate Parlov · Jugoszlávia                | Ottomar Sachse · NDK               | Ralf Jensen · DániaHorst Stump · Románia                  |
| Nehézsúly (+81 kg)                               | Vlagyimir Csernisov · Szovjetunió        | Peter Hussing · NSZK               | Ludwik Denderys · LengyelországLes Stevens · Anglia       |

## Éremtáblázat
| Helyezés | Nemzet        | Arany | Ezüst | Bronz | Összesen |
| 1        | Magyarország  | 3     | 1     | 1     | 5        |
| 1        | Szovjetunió   | 3     | 1     | 1     | 5        |
| 3        | Lengyelország | 2     | 1     | 3     | 6        |
| 4        | NDK           | 1     | 2     | 1     | 4        |
| 5        | Jugoszlávia   | 1     | 1     | 0     | 2        |
| 6        | Spanyolország | 1     | 0     | 1     | 2        |
| 7        | Románia       | 0     | 4     | 5     | 9        |
| 8        | NSZK          | 0     | 1     | 0     | 1        |
| 9        | Írország      | 0     | 0     | 3     | 3        |
| 10       | Dánia         | 0     | 0     | 2     | 2        |
| 10       | Anglia        | 0     | 0     | 2     | 2        |
| 12       | Olaszország   | 0     | 0     | 1     | 1        |
| 12       | Finnország    | 0     | 0     | 1     | 1        |
| 12       | Törökország   | 0     | 0     | 1     | 1        |
| Összesen | Összesen      | 11    | 11    | 22    | 44       |